# Castro de Troña

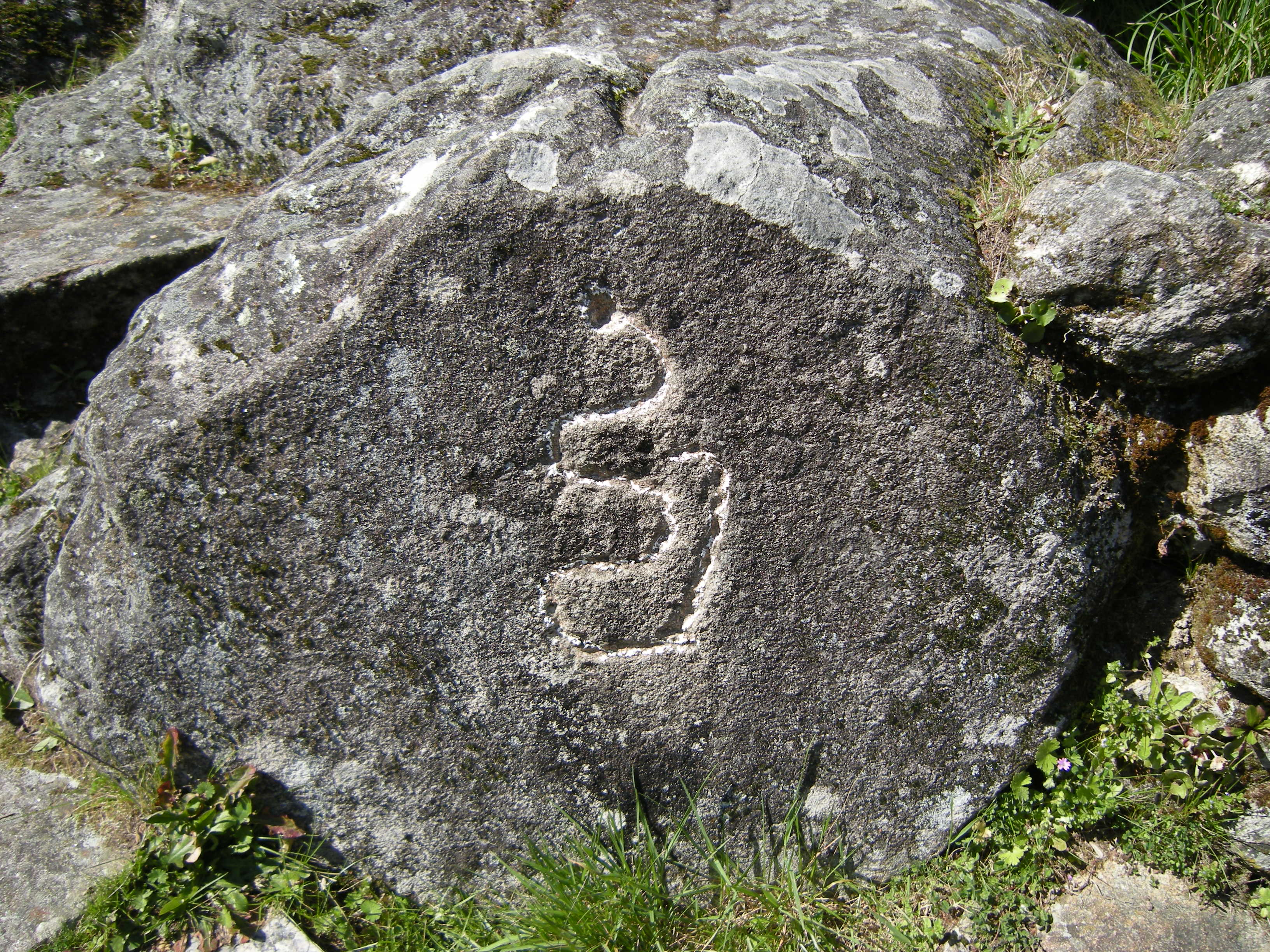
Petroglifo en el castro, conocido en gallego como Pedra da serpe.

El castro de Troña es un poblado castreño situado dentro del término parroquial de Pías en el municipio gallego de Puenteareas, en España. Está situado a una altitud aproximada de 280 m s. n. m., en un monte conocido como Doce Nome de Xesús. El recinto del castro tiene forma elíptica u oval, presentando amplias terrazas en su pendiente oeste y un ancho foso excavado en la roca por el naciente. Los restos datan del siglo I a. C., pero se cree que pudo estar poblado con anterioridad.
Es un Bien de Interés Cultural (BIC), con categoría de monumento desde el año 2009.

## Excavaciones arqueológicas
A principios del siglo XX, a consecuencia de la construcción de un camino cara la iglesia y el acondicionamiento de la cima del monte, llegaron las primeras noticias sobre el castro. En el año 1927 se inician las primeras excavaciones sistemáticas,  dirigidas por los arqueólogos Luis Pericot y Florentino López Cuevillas hasta el año 1930. Después de más de cincuenta años de abandono se retoman los trabajos arqueológicos en 1981 por D. José M. Hidalgo Cuñarro, que durarían hasta el 1992. Los útiles encontrados en estas excavaciones se conservan en el Museo Arqueológico de Vigo y en el Museo Municipal de Puenteareas.